# Microsorum dilatatum
Microsorum dilatatum là một loài dương xỉ trong họ Polypodiaceae. Loài này được Bedd. Sledge mô tả khoa học đầu tiên năm 1960.